# Lauro César Chaman
Lauro César Chaman (Araraquara, 25 de junho de 1987) é um ciclista paralímpico brasileiro. 
Conquistou a medalha de prata nos Jogos Paralímpicos de Verão de 2016 no Rio de Janeiro, representando seu país na categoria estrada masculino C4-5; além de uma medalha de bronze no contrarrelógio masculino C5.